# Pim Ronhaar
Pim Ronhaar (* 20. Juli 2001 in Almelo) ist ein niederländischer Radrennfahrer, der auf Cyclocross spezialisiert ist.

## Sportlicher Werdegang
Ronhaar begann im Alter von 11 Jahren mit Cyclocross. Als Junior und in der U23 hatte er wiederholt Erfolg im Cyclocross-Weltcup und anderen Rennen, so wurde er 2018 Junioren-Europameister und 2021 U23-Weltmeister. Mitte 2021 wechselte er von seinem ersten Team Pauwels Sauzen-Bingoal zu Baloise-Trek Lions.
Während der Saison 2022/2023, seinem letzten U23-Jahr, wechselte Ronhaar frühzeitig in die Elite. In der Saison 2023/2024 rückte er in die Weltspitze auf, so war er jeweils Vierter der Europameisterschaften und Weltmeisterschaften, während er im Weltcup zwei Rennen gewann, insgesamt sechsmal das Podium erreichte und in der Gesamtwertung Dritter wurde.
In der Sommersaison war Ronhaar mit Baloise-Trek Lions bei kleineren Straßenrennen unterwegs und dabei mehrfach im luxemburgischen Flèche du Sud erfolgreich. Gegen Ende der Saison 2024 war er Stagiaire bei Lidl-Trek, dem UCI WorldTeam desselben Hauptsponsors.

## Erfolge

### Cyclocross
2017/2018
Weltcup (Junioren) – Koksijde, Zeven
2018/2019
 Europameister (Junioren)
 Niederländischer Meister (Junioren)
Weltcup (Junioren) – Koksijde
2020/2021
 Weltmeister (U23)
2021/2022
Weltcup (U23) – Namur
Gesamtwertung X²O Badkamers Trofee (U23)
2023/2024
Weltcup – Dendermonde, Dublin

### Straße
2022
Bergwertung Flèche du Sud
2023
Gesamtwertung, Prolog und Nachwuchswertung Flèche du Sud
2024
Gesamtwertung, eine Etappe und Punktewertung Flèche du Sud
Prolog und Punktewertung Tour de la Mirabelle

### Mountainbike
2020
 Niederländischer Meister – Cross-Country XCO (U23)